# Baía de Camamu
Baía de Camamu är en vik i Brasilien.   Den ligger i delstaten Bahia, i den östra delen av landet, 1 000 km öster om huvudstaden Brasília.
Trakten runt Baía de Camamu består huvudsakligen av våtmarker. Runt Baía de Camamu är det glesbefolkat, med 17 invånare per kvadratkilometer.